# Steropleurus ceretanus
Steropleurus ceretanus är en insektsart som först beskrevs av Kruseman och Casimir Albrecht Willem Jeekel 1965.  Steropleurus ceretanus ingår i släktet Steropleurus och familjen vårtbitare. Inga underarter finns listade i Catalogue of Life.